# Ebulioscopia
Ebulioscopia é a propriedade coligativa correspondente ao aumento do ponto de ebulição de um líquido quando se acrescenta a ele um soluto não-volátil (que não evapora). É como se as partículas do soluto "segurassem" as partículas do solvente, dificultando sua passagem ao estado gasoso.
O aumento (variação) da temperatura de ebulição pode ser justificado pela pressão máxima de vapor, que se deve à presença das partículas do soluto. Para que ocorra a ebulição da solução, é necessário que ela seja aquecida até que sua pressão de vapor se iguale à pressão atmosférica.
A fórmula usada para o cálculo é:
ΔTe = Te2 - Te, onde:
Te = temperatura de ebulição da solução
Te2 = temperatura de ebulição do solvente puro 
Um exemplo de Ebulioscopia surge no preparo do café: quando adicionamos açúcar na água que estava prestes a entrar em ebulição. Os cristais de açúcar antes de serem dissolvidos pelo aquecimento constituem partículas que retardam o ponto de ebulição da água, ou seja, o líquido vai demorar um pouco mais a entrar em ebulição.
Essa propriedade foi estudada pelo cientista francês François Marie Raoult (1830-1901) e seus estudos o levaram à seguinte conclusão:
Quando o ponto de ebulição de um líquido é elevado pela presença de um soluto não volátil, o novo valor é diretamente proporcional ao número de mols da solução. Esta é a relação entre o efeito ebulioscópico e a concentração da solução, mais conhecida como Lei de Raoult.